# Marpesia poeyi
Marpesia poeyi är en fjärilsart som beskrevs av Lucas 1856. Marpesia poeyi ingår i släktet Marpesia och familjen praktfjärilar. Inga underarter finns listade i Catalogue of Life.